# Karl August Jentsch

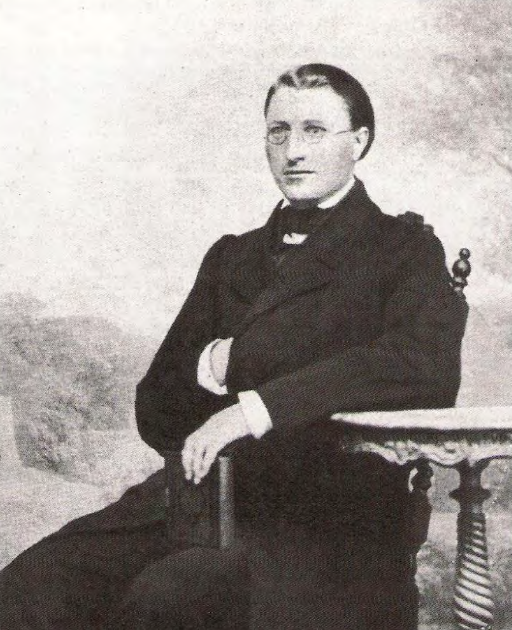
Karl August Jentsch

Karl August Jentsch (auch Carl August Jentsch, sorbisch Korla Awgust Jenč; * 8. Oktober 1828 in Zschorna, Oberlausitz; † 15. März 1895 in Pohla, Oberlausitz) war ein sorbischer Pfarrer und Literaturhistoriker.

## Leben

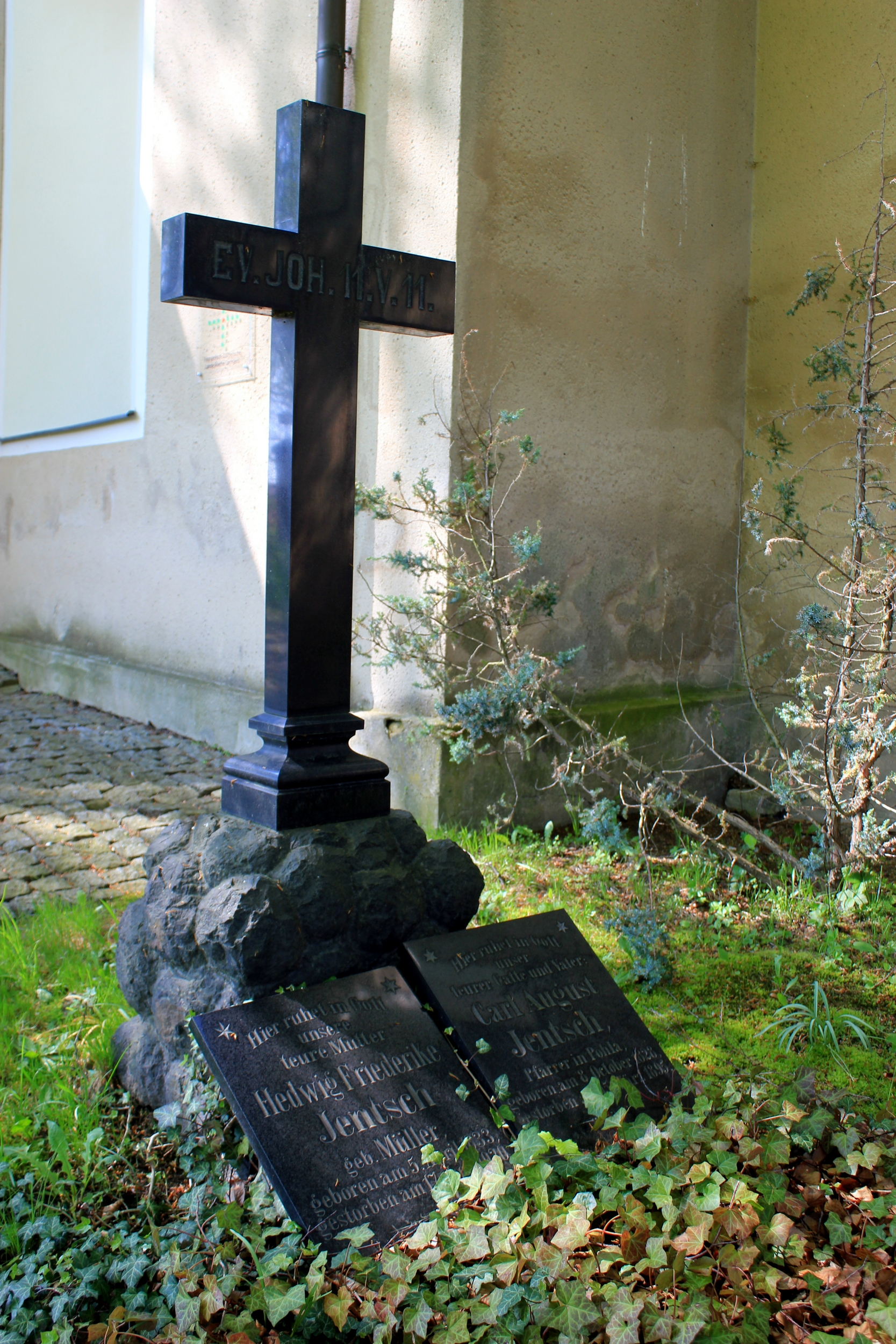
Grabstein an der Kirche in Pohla

Seit 1841 besuchte Karl August Jentsch das Gymnasium in Bautzen. Dort gründete er die Gesellschaft Societas Slavica Budissinensis (Bautzener Wendische Gesellschaft) mit. Seit 1847 war er Mitglied der Maćica Serbska. 1848 begann Jentsch ein Studium der Evangelischen Theologie in Leipzig. Dort wurde er Mitglied der Lausitzer Predigergesellschaft zu Leipzig und gründete die Studentenbruderschaft Lipa Serbska mit.
Nach dem Studium arbeitete er seit 1852 als Hauslehrer in Lindow, seit 1853 in Baruth bei Bautzen. 1855 übernahm er die Pfarrstelle in Pohla, die er bis zu seinem Tod innehatte. Er war der letzte sorbische Pfarrer in Pohla, wo in den 1880er Jahren noch ein Fünftel der Bevölkerung Sorbisch sprach. Sein Grab befindet sich an der Pohlaer Kirche.
Karl August Jentsch publizierte mehrere Aufsätze zur sorbischen Literaturgeschichte.

## Schriften  (Auswahl)
- Krótki přehlad zhromadneho pismowstwa (literatury) ewangelskich Serbow. [Kurze Übersicht des gemeinsamen Schrifttums der evangelischen Sorben.] In: E. B. Jakub: Serbske Hornje Łužicy. Budyšin 1848, S. 89–114
- Dobroty, dźiwy a sudy Bože nad israelskimi dźěćimi. Budyšin 1849.
- Stawizny serbskeje ryčje a narodnosće. [Geschichte der sorbischen Sprache und Nationalität]. In: Časopis Maćicy Serbskeje 1851/52, S. 49–81 (pdf) und 1853/54, S. 76–111 (pdf)
- Serbske prědarske towarstwo we Wittenbergu. [Die Wendische Predigergesellschaft in Wittenberg]. ČMS 1856/57, S. 15–31 (pdf)
- Serbske gymnasijalne towaŕstwo w Budyšinje wot 1830 do 1864. [Die Wendische Gymnasiastengesellschaft in Bautzen von 1830 bis 1864]. ČMS 1865, S. 253–310 (pdf)
- Geschichte der Lausitzer Predigergesellschaft zu Leipzig und Verzeichnis aller ihrer Mitglieder vom Jahre 1716–1866. Budissin 1867.
- Spisowarjo hornjołužiskich evangelskich Serbow wot 1597 hač 1800. [Schriftsteller der Oberlausitzer evangelischen Sorben von 1597 bis 1800] ČMS 1875, S. 3–42 (pdf)
- Spisowarjo serbskich rukopisow bjez hornjołužiskimi evangelskimi Serbami hač do lěta 1800. [Verfasser sorbischer Handschriften unter den Oberlausitzer evangelischen Sorben bis 1800]. ČMS 1875, S. 82–88.
- Spisowarjo hornjołužiskich evangelskich Serbow, kiž su w druhich ryčach před lětom 1800 wo Serbach pisali. [Schriftsteller der Oberlausitzer evangelischen Sorben, die vor dem Jahr 1800 in anderen Sprachen über die Sorben geschrieben haben]. ČMS 1875, S. 89–98.
- Zemrjeći spisowarjo hornjołužiskich evangelskich Serbow wot 1800–1877. [Verstorbene Schriftsteller der Oberlausitzer evangelischen Sorben von 1800 bis 1877]. ČMS 1877 I, S. 41–68 (pdf)
- Pismowstwo a spisowarjo delnjołužiskich Serbow. [Das Schrifttum und Schriftsteller der Niederlausitzer Sorben]. ČMS 1880, S. 73–154 (pdf)